# Крекінг-установка Пріоло
Крекінг-установка Пріоло — виробництво нафтохімічної галузі в Італії на острові Сицилія.
Розташована на східному узбережжі острова піролізна установка на початок 2010-х мала потужність 790 тисяч тонн етилену на рік та повинна була забезпечувати продукування поліетилену як на цьому ж майданчику, так і в розташованій дещо західніше Рагусі, куди олефін подавався по етиленопроводу Пріоло — Джела. При цьому в Пріоло з 1987-го могли продукувати 140 тисяч тонн полімеру, а станом на кінець наступного десятиліття — вже 380 тисяч тонн. Що стосується Рагуси, то потужність тутешньої лінії становить 165 тисяч тонн, у тому числі 15 тисяч тонн етиленвінілацетату. А після закриття у другій половині 2000-х крекінг-установки в Джелі етилен з Пріоло забезпечував роботу ще однієї лінії полімеризації з показником у 150 тисяч тонн. Крім того, певну частину етилену у Пріоло могло споживати виробництво оксирану (30 тисяч тонн на рік).
Як сировину установка споживає газовий бензин (naphtha) та газойль (65 % та 32 % відповідно, ще 3 % становлять зріджені гази — етан і бутан). В умовах високих цін на нафту піроліз отриманих із неї вуглеводнів у Пріоло завдавав збитків, внаслідок чого у 2013-му провели оптимізацію потужності, зменшивши її на постійній основі до 490 тисяч тонн етилену на рік. Тоді ж на пріольському та джелійському майданчиках перестали продукувати поліетилен (хоча поставки до Рагуси збереглись).
Оскільки у Пріоло здійснюють крекінг важкої (як для нафтохімії) сировини, разом з етиленом отримують багато інших ненасичених вуглеводнів. Так, станом на кінець 2000-х тут могло продукуватись 440 тисяч тонн пропілену (певний час його використовували тут для виробництва 60 тисяч тонн епоксипропану). Що стосується фракції С4, то вона відправляється морем на установку фракціонування у Равенні.